# Holly (2023)
Holly ist ein Spielfilm von Fien Troch aus dem Jahr 2023. Das Fantasydrama erzählt von einer durch einen Schulbrand traumatisierten Stadtbevölkerung. Die Menschen beginnen daraufhin Trost bei der 15-jährigen Mitschülerin Holly (dargestellt von Cathalina Geraerts) zu suchen, die wie durch ein Wunder die Katastrophe unbeschadet überstanden hat.
Die europäische Koproduktion von Belgien, den Niederlanden, Luxemburg und Frankreich wurde beim Filmfestival von Venedig uraufgeführt.

## Handlung
Eines Morgens ruft die 15-jährige Holly in ihrer Schule an und meldet sich für den gesamten Tag abwesend. Kurz darauf bricht ein schweres Feuer aus, das einen Teil des Schulgebäudes zerstört und mehreren Schülern das Leben kostet. Monate später ist das Unglück von der traumatisierten Stadtbevölkerung noch immer nicht vollständig verarbeitet worden. Die Lehrerin Anna hat für die trauernde Gemeinschaft eine Freiwilligengruppe ins Leben gerufen, um sich gegenseitig Trost zu spenden. Sie ist fasziniert von Hollys seltsamer Vorahnung und lädt sie ein, sich ihrer Gruppe anzuschließen. Die Anwesenheit des Mädchens scheint den Gruppenmitgliedern unerwartet Seelenfrieden, Wärme und Hoffnung zu spenden. Schon bald beginnen die Menschen auch ohne Annas Zutun zielgerichtet Holly und ihre kathartische Energie aufzusuchen und immer mehr von ihr zu verlangen. Das Mädchen mit der wundersamen Begabung wird unabsichtlich zur Retterfigur der Stadt. Zusehends beginnt die Grenze zwischen Unterstützung und Missbrauch zu verschwimmen.

## Entstehungsgeschichte

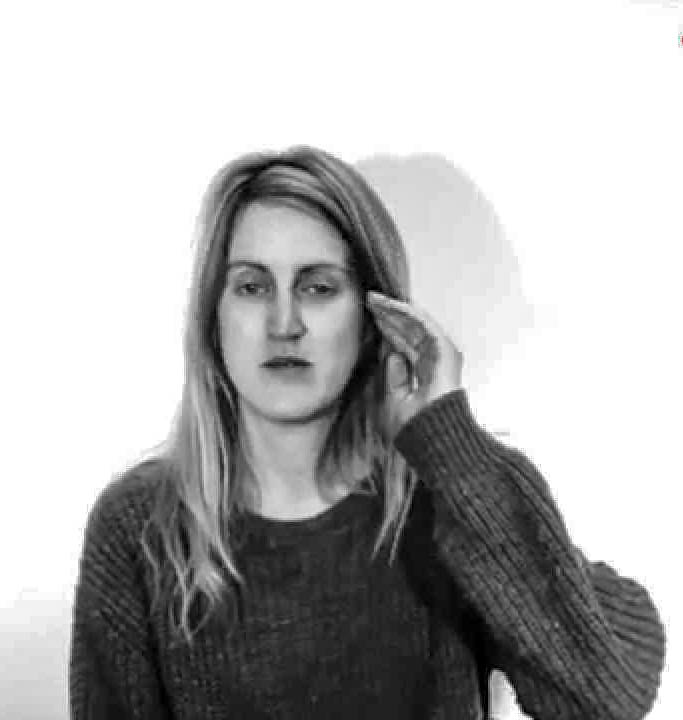
Filmemacherin Fien Troch (2015)

Holly ist der fünfte Spielfilm der preisgekrönten Filmregisseurin und Drehbuchautorin Fien Troch. Die Belgierin habe sich bei dem Projekt vor allem für das Wort „Unschuld“ interessiert, „und was es bedeuten könnte, insbesondere bei Kindern und Jugendlichen“. „Unschuld hängt in dieser Geschichte auch damit zusammen, was es bedeutet, Gutes zu tun, gut zu sein – warum willst du gut sein?“, so Troch. Entscheidend sei für sie das Casting der Titelheldin gewesen. Troch suchte nach einer „normalen Teenagerin“, die Holly mit Kraft und Charisma darstellen könnte. Den Zuschlag erhielt die im Kino noch unerfahrene Cathalina Geeraerts (anderen Angaben zufolge Catalina Geeraerts). Troch zufolge war sie eines der ersten Mädchen, dass zum Vorsprechen kam. Dennoch habe die Filmemacherin das Castingverfahren ein halbes Jahr lang fortgesetzt. Die andere zentrale Figur des Films sei die Lehrerin Anna. „Sie hat den großen Traum, eine Weltretterin zu werden und Gutes zu tun, und sie sieht in Holly etwas Besonderes, das perfekte Werkzeug, um das Ideal zu erreichen, diese Mutter-Teresa-Figur zu werden“, so Troch.
Die Produktionskosten des Films wurden mit 2,5 Millionen Euro angegeben. Als Produzenten traten Antonino Lombardo für seine Gesellschaft Prime Time sowie Elisa Heene für Mirage in Erscheinung. Als Drehort waren ab 2022 Vororte Brüssels vorgesehen. Troch plante, das Schauspielensemble aus Berufsschauspielern und Laiendarstellern zusammenzustellen, um so mehr Authentizität zu erreichen. An der Seite von den im Kino unerfahrenen Cathalina Geeraerts und Felix Heremans agieren die professionellen Darsteller Greet Verstraete, Els Deceukelier, Serdi Faki Alici und Robbie Cleiren. Neben Produzent Lombardo, mit dem die Regisseurin bereits zusammengearbeitet hatte, vertraute sie erneut auf Kameramann Frank van den Eeden und ihren Ehemann Nico Leunen als Editor, der an allen Werken Trochs beteiligt war. Für die Filmmusik wählte sie den US-amerikanischen Musiker Johnny Jewel, Mitglied der Band Chromatics, aus, der bereits an ihrem vorangegangenen Spielfilm Home (2016) mitgearbeitet hatte.
Als Koproduzenten konnte Troch erstmals Jean-Pierre und Luc Dardenne (Les Films Du Fleuve) gewinnen, die sie bereits zuvor gekannt hatte. Das Brüderpaar machte Anmerkungen, die die Filmemacherin als „sehr nützlich“ empfand. Als weitere Koproduzenten waren die Gesellschaften Topkapi (Niederlande), Tarantula (Luxemburg) und Agat Films (Frankreich) an dem Filmprojekt beteiligt. Weitere finanzielle Unterstützung erhielt Holly vom Vlaams Audiovisueel Fonds (VAF), Casa Kafka, Netherlands Film Fund, Film Fund Luxembourg, Centre du Cinéma et de l’Audiovisuel de la Fédération Wallonie-Bruxelles, Cinéart und MK2, das sich um die weltweiten Verwertungsrechte kümmert.

## Veröffentlichung
Die Premiere fand am 7. September 2023 bei den 80. Filmfestspielen von Venedig statt, wo der Film in den Hauptwettbewerb eingeladen wurde.

## Auszeichnungen
Für Holly erhielt Troch ihre erste Einladung in den Wettbewerb um den Goldenen Löwen, den Hauptpreis des Filmfestivals von Venedig.